# Рашид Хакимджан
Рашид Хакимджан (тат. Рәшид Айсә улы Хәкимҗан, фин. Räshid Hakimdshan / Hakimsan; 5 апреля 1934 — 4 сентября 1997) был финским хоккеистом и рефери. Играл в команде «Ильвес» с 1951 по 1960 год и четыре раза выигрывал чемпионат Финляндии. Когда Хакимжан был моложе, он также был известен как опытный футболист. Завовывал медали в легкой атлетике. Хакимжан родился в Тампере и прожил там всю свою жизнь. По национальности татарин. Его отцом был татарский художник Айся Хакимджан, родившийся в Нижегородской губернии.

## Профессиональная деятельность

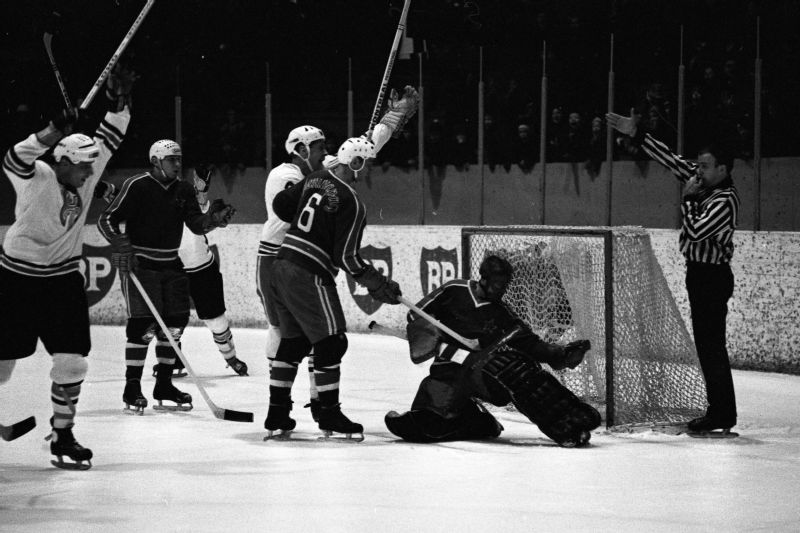
Матч СКА в Финляндии в 1966 году. Хакимджан на снимке справа.

Хакимджан работал в хоккейным судьей в 1962—1974 годах. Он был одним из самых активных судей в Финляндии и в 1979 году за свою работу был награждён почетной медалью.
Часто был судьей на матчах, проходивших за пределами Финляндии. Его первый матч состоялся в 1968 году, когда Советский Союз играл против Германской Демократической Республики.
Был судьей на матчах с такими командами как «Торпедо» (1967), «Динамо» (1970) и на Кубке Европы по хоккею с шайбой (1971).